# La Ruche
La Ruche è un luogo artistico di Parigi dove dal 1902 si alternarono artisti di tutto il mondo. Situato nel quartiere Vaugirard, ai confini di Montparnasse al "2, Passage de Dantzig", la Ruche è una vecchia struttura a forma poligonale che, con i suoi numerosi atelier, diede ospitalità a molti dei più grandi pittori, scultori e mosaicisti dei primi anni del Novecento.

## Storia
La struttura fu acquistata dal mecenate e scultore Alfred Boucher (1850-1934), durante la demolizione dell'esposizione universale del 1900 ed egli la fece ricostruire nel XV arrondissement, che all'epoca era la campagna di Parigi. 

L'idea di Boucher era quella di aiutare gli artisti poveri, ma ricchi di talento, che arrivavano a Parigi da ogni parte del mondo e offrire ai residenti i modelli e uno spazio espositivo. 
L'inaugurazione avvenne nel 1902 e fu chiamata La Ruche (in italiano l'alveare) perché la struttura piena di finestre e di atelier con artisti al lavoro ricordava appunto l'alveare delle api. A chi abitava alla Ruche veniva richiesto un bassissimo affitto che quasi mai i giovani artisti pagavano, ma Alfred Boucher non sollecitò né cacciò mai nessuno.
Tra gli artisti che vi abitarono ricordiamo Archipenko, Chagall, Modigliani, Lorenzo Viani, Léger, Deluc, Soutine, Kremegne, Kikoine, Zadkine, Epstein, Marevna, Rivera, Soffici, Lipchitz, Damboise, Guardigli, José Balmes, Gracia Barrios e molti altri. 
Durante la seconda guerra mondiale la struttura andò in declino e al momento del boom immobiliare del 1968 rischiò la demolizione, ma, grazie ad un comitato a difesa con Marc Chagall presidente onorario e altri 30 artisti tra cui Renato Guttuso ed un magnate, il terreno venne riacquistato e donato allo stato francese, creando una fondazione nazionale che lo rese intoccabile. Vi abitano ancora, più o meno stabilmente, artisti di ogni nazionalità e non è aperta al pubblico.